# Академічне веслування на літніх Олімпійських іграх 2012 — парні двійки, легка вага (жінки)
Змагання з академічного веслування серед парних двійок у жінок на Олімпійських іграх 2012 проходили з 29 липня до 4 серпня.
У змаганнях брали участь 17 екіпажів з різних країн.

## Медалісти
| Золото                                             | Срібло                            | Бронза                                         |
| Велика Британія (GBR) Кетрін Коупленд Софі Госкінг | Китай (CHN) Сю Донсян Хуан Вень'і | Греція (GRE) Христина Язідзіду Александра Цяву |

## Розклад змагань
Усі запливи розпочинались за британським літнім часом
| Дата                     | Час   | Раунд             |
| ------------------------ | ----- | ----------------- |
| Неділя, 29 липня, 2012   | 10:40 | Відбірковий раунд |
| Вівторок, 31 липня, 2012 | 10:10 | Втішні заїзди     |
| Четвер, 2 серпня, 2012   | 10:30 | Півфінали         |
| Субота, 4 серпня, 2012   | 10:00 | Фінали            |

## Змагання

### Відбірковий раунд
Перші два екіпажі з кожного заїзду безпосередньо проходять до півфіналу змагань. Всі інші екіпажі потрапляють у втішні заїзди.
| Місце | Спортсмен                         | Країна          | Час     | Примітки      |
| ----- | --------------------------------- | --------------- | ------- | ------------- |
| 1     | Кетрін Коупленд Софі Госкінг      | Велика Британія | 6:56.96 | Півфінали A/B |
| 2     | Анне Лолк Томсен Юліана Расмуссен | Данія           | 6:59.94 | Півфінали A/B |
| 3     | Луіза Ейлінг Джулія Едвард        | Нова Зеландія   | 7:02.78 | Втішні заїзди |
| 4     | Яйма Веласкес Йослейн Домінгес    | Куба            | 7:12.99 | Втішні заїзди |
| 5     | Марія Ронер Мілка Кралєв          | Аргентина       | 7:33.37 | Втішні заїзди |
| 6     | Сара Мухаммед Барака Фатма Рашид  | Єгипет          | 7:45.23 | Втішні заїзди |

| Місце | Спортсмен                         | Країна     | Час     | Примітки      |
| ----- | --------------------------------- | ---------- | ------- | ------------- |
| 1     | Христина Язідзіду Александра Цяву | Греція     | 7:03.66 | Півфінали A/B |
| 2     | Бронуен Вотсон Ханна Еврі-Холл    | Австралія  | 7:05.30 | Півфінали A/B |
| 3     | Крістін Хедстрьом Джулія Ніколс   | США        | 7:08.46 | Втішні заїзди |
| 4     | Ріанне Сігмонд Майке Гед          | Нідерланди | 7:10.49 | Втішні заїзди |
| 5     | Ліндсей Дженнеріч Патрісія Обі    | Канада     | 7:10.89 | Втішні заїзди |
| 6     | Луана де Ассіс Фабіана Бельтраме  | Бразилія   | 7:34.37 | Втішні заїзди |

| Місце | Спортсмен                    | Країна         | Час     | Примітки      |
| ----- | ---------------------------- | -------------- | ------- | ------------- |
| 1     | Сю Донсян Хуан Вень'і        | КНР            | 7:15.57 | Півфінали A/B |
| 2     | Лена Мюллер Аня Носке        | Німеччина      | 7:19.24 | Півфінали A/B |
| 3     | Ацумі Фукумото Акіко Івамото | Японія         | 7:30.29 | Втішні заїзди |
| 4     | Кім Мюн Шін Кім Соль Джі     | Південна Корея | 7:31.98 | Втішні заїзди |
| 5     | Пхам Тхі Хай Пхам Тхі Тхао   | В'єтнам        | 7:40.06 | Втішні заїзди |

### Втішні заїзди
У півфінал проходить три екіпажі.
| Місце | Спортсмен                        | Країна        | Час     | Примітки      |
| ----- | -------------------------------- | ------------- | ------- | ------------- |
| 1     | Ріанне Сігмонд Майке Гед         | Нідерланди    | 7:19.26 | Півфінали A/B |
| 2     | Луіза Ейлінг Джулія Едвард       | Нова Зеландія | 7:19.26 | Півфінали A/B |
| 3     | Ацумі Фукумото Акіко Івамото     | Японія        | 7:23.79 | Півфінали A/B |
| 4     | Луана де Ассіс Фабіана Бельтраме | Бразилія      | 7:27.46 | Фінал C       |
| 5     | Пхам Тхі Хай Пхам Тхі Тхао       | В'єтнам       | 7:37.64 | Фінал C       |
| 6     | Сара Мухаммед Барака Фатма Рашид | Єгипет        | 7:54.01 | Фінал C       |

| Місце | Спортсмен                       | Країна         | Час     | Примітки      |
| ----- | ------------------------------- | -------------- | ------- | ------------- |
| 1     | Крістін Хедстрьом Джулія Ніколс | США            | 7:13.82 | Півфінали A/B |
| 2     | Ліндсей Дженнеріч Патрісія Обі  | Канада         | 7:15.37 | Півфінали A/B |
| 3     | Яйма Веласкес Йослейн Домінгес  | Куба           | 7:19.33 | Півфінали A/B |
| 4     | Кім Мюн Шін Кім Соль Джі        | Південна Корея | 7:27.95 | Фінал C       |
| 5     | Марія Ронер Мілка Кралєв        | Аргентина      | 7:40.72 | Фінал C       |

### Півфінали A/B
Перші три спортсмени з кожного заїзду проходять у фінал A, інші потрапляють у фінал B.
| Місце | Спортсмен                         | Країна          | Час     | Примітки |
| ----- | --------------------------------- | --------------- | ------- | -------- |
| 1     | Кетрін Коупленд Софі Госкінг      | Велика Британія | 7:05.90 | Фінал A  |
| 2     | Христина Язідзіду Александра Цяву | Греція          | 7:09.01 | Фінал A  |
| 3     | Лена Мюллер Аня Носке             | Німеччина       | 7:10.16 | Фінал A  |
| 4     | Крістін Хедстрьом Джулія Ніколс   | США             | 7:12.61 | Фінал B  |
| 5     | Луіза Ейлінг Джулія Едвард        | Нова Зеландія   | 7:15.06 | Фінал B  |
| 6     | Яйма Веласкес Йослейн Домінгес    | Куба            | 7:21.86 | Фінал B  |

| Місце | Спортсмен                         | Країна     | Час     | Примітки |
| ----- | --------------------------------- | ---------- | ------- | -------- |
| 1     | Сю Донсян Хуан Вень'і             | КНР        | 7:10.39 | Фінал A  |
| 2     | Анне Лолк Томсен Юліана Расмуссен | Данія      | 7:10.93 | Фінал A  |
| 3     | Бронуен Вотсон Ханна Еврі-Холл    | Австралія  | 7:12.35 | Фінал A  |
| 4     | Ліндсей Дженнеріч Патрісія Обі    | Канада     | 7:14.83 | Фінал B  |
| 5     | Ріанне Сігмонд Майке Гед          | Нідерланди | 7:19.31 | Фінал B  |
| 6     | Ацумі Фукумото Акіко Івамото      | Японія     | 7:34.23 | Фінал B  |

### Фінали

#### Фінал C
| Місце | Спортсмен                        | Країна         | Час     | Примітки |
| ----- | -------------------------------- | -------------- | ------- | -------- |
| 1     | Луана де Ассіс Фабіана Бельтраме | Бразилія       | 7:41.43 |          |
| 2     | Кім Мюн Шін Кім Соль Джі         | Південна Корея | 7:44.03 |          |
| 3     | Марія Ронер Мілка Кралєв         | Аргентина      | 7:44.62 |          |
| 4     | Пхам Тхі Хай Пхам Тхі Тхао       | В'єтнам        | 7:51.82 |          |
| 5     | Сара Мухаммед Барака Фатма Рашид | Єгипет         | 8:14.17 |          |

#### Фінал B
| Місце | Спортсмен                       | Країна        | Час     | Примітки |
| ----- | ------------------------------- | ------------- | ------- | -------- |
| 1     | Ліндсей Дженнеріч Патрісія Обі  | Канада        | 7:17.24 |          |
| 2     | Ріанне Сігмонд Майке Гед        | Нідерланди    | 7:20.36 |          |
| 3     | Луіза Ейлінг Джулія Едвард      | Нова Зеландія | 7:22.78 |          |
| 4     | Яйма Веласкес Йослейн Домінгес  | Куба          | 7:23.25 |          |
| 5     | Крістін Хедстрьом Джулія Ніколс | США           | 7:23.31 |          |
| 6     | Ацумі Фукумото Акіко Івамото    | Японія        | 7:32.12 |          |

#### Фінал A
| Місце | Спортсмен                         | Країна          | Час     | Примітки |
| ----- | --------------------------------- | --------------- | ------- | -------- |
| 1     | Кетрін Коупленд Софі Госкінг      | Велика Британія | 7:09.30 |          |
| 2     | Сю Донсян Хуан Вень'і             | КНР             | 7:11.93 |          |
| 3     | Христина Язідзіду Александра Цяву | Греція          | 7:12.09 |          |
| 4     | Анне Лолк Томсен Юліана Расмуссен | Данія           | 7:15.53 |          |
| 5     | Бронуен Вотсон Ханна Еврі-Холл    | Австралія       | 7:20.68 |          |
| 6     | Лена Мюллер Аня Носке             | Німеччина       | 7:22.18 |          |